# Gaspar Iñíguez
Gaspar Emanuel Iñíguez (Buenos Aires, 26 maart 1994) is een Argentijns voetballer die als middenvelder speelt voor Newell's Old Boys. Hij stond vroeger onder contract bij Udinese en Granada CF, maar kwam bij beide clubs niet tot speelminuten.

## Clubcarrière

### Doorbraak in eigen land
Iñíguez begon met voetballen in de jeugdopleiding van Argentinos Juniors.  Toen hij twaalf was bood FC Barcelona circa $2.000.000,- aan zijn club om hem naar Spanje te halen. Dit bod werd geweigerd omdat Argentinos Juniors vond dat de jongeling een grote toekomst voor zich had en later van grote waarde zou kunnen worden voor de club.
Op 29 oktober 2011 maakte Iñíguez zijn debuut in de wedstrijd tegen CA Vélez Sarsfield (3−1 winst). Hij speelde de volledige wedstrijd. Iñíguez verkreeg internationale bekendheid toen hij in een wedstrijd tegen Boca Juniors een tegenstander tackelde met zijn hoofd. De actie leverde hem drie gebroken tanden en een gele kaart op. Iñíguez kwam uiteindelijk tot 92 optredens voor de club waarin hij tweemaal het net wist te vinden.  

### Verschuivingen binnen het Pozzo-imperium
In februari 2015 had Iñíguez een persoonlijk akkoord met Hellas Verona over een transfer, maar Argentinos Juniors annuleerde de overgang op het laatste moment, vanwege onenigheid over de hoogte van de transfersom.
In juli van hetzelfde jaar verkaste hij alsnog naar Italië. Udinese nam de middenvelder voor een bedrag van circa €1.200.000,- over. Doordat Italiaans zakenman Giampaolo Pozzo destijds eigenaar was van zowel Udinese als Granada, had hij de keuze om de speler in Italië of in Spanje te laten voetballen. De keuze viel uiteindelijk op Spanje, omdat hij hier meer kans op speeltijd zou hebben. Zo kwam het dat Iñíguez geregistreerd werd bij Granada, ondanks eerder een contract voor vijf jaar getekend te hebben bij Udinese.
Op 19 augustus 2015 werd Iñíguez voor de rest van het seizoen verhuurd aan Carpi, dat het voorgaande seizoen gepromoveerd was naar de Serie A. Zijn verblijf was echter zonder succes, want hij speelde geen enkele wedstrijd in de Serie A en werd na een half seizoen weer teruggestuurd naar Granada. Hierna besloot Udinese om hem voor een transfersom van circa €1.200.000,- terug te halen. In feite blijft het geld binnen de familie Pozzo.
Opnieuw kwam Iñíguez niet tot speelminuten in de Serie A. Udinese besloot om hem te gaan verhuren. Op 11 augustus 2016 maakte Tigre bekend Iñiguez de rest van het seizoen op huurbasis over te nemen. Hij kwam uiteindelijk tot 14 competitiewedstrijden.

### Terugkeer naar Zuid-Amerika
Iñíguez wist nooit te slagen in Europa. In juli 2019 liep zijn contract bij Udinese af en keerde hij terug naar Zuid-Amerika. Hij ging aan de slag bij het Mexicaanse Tiburones Rojos de Veracruz, uitkomend op het hoogste niveau. Een halfjaar later werd de club failliet verklaard, waarna Iniguez aan de slag ging in Chili. Na twee jaar actief te zijn geweest in Chili, keerde de middenvelder terug naar zijn geboorteland. 
In juli 2025 tekende Iñíguez een contract bij Newell's Old Boys, waarmee hij na een half jaar zonder club weer terugkeerde in de voetballerij.

## Interlandcarrière
Iñíguez kwam uit voor verschillende Argentijnse jeugdelftallen. In 2009 nam hij met Argentinië onder 15 deel aan de Copa América onder 15. Iñíguez en zijn ploeggenoten sneuvelden in de eerste ronde. Topscorer van het toernooi was oud Vitesse-speler Lucas Piazon met tien treffers.
In 2011 werd Iñíguez elfmaal opgeroepen voor Argentinië onder 17, waarmee hij uitkwam op de Copa América onder 17 en het WK onder 17. 